# Ekhofteatern

Ekhofteatern (på tyska Ekhof-Theater) är en historisk teaterbyggnad i Gotha i Tyskland. Teatern inrättades mellan 1681 och 1683 i västtornet av Schloss Friedenstein och är världens äldsta barockteater med ett fungerande manuellt scenmaskineri. Teatern ingår i den tyska rutten av Europavägen historiska teatrar.
Slottsteatern inrättades i det tidigare bollhuset och stod till en början enbart slottsfamiljen och hovets tjänstemän till förfogande. Scenspel genomfördes mest i pedagogiskt syfte. Från 1775, under Ernst II av Sachsen-Gotha-Altenburg blev Ekhofteatern Tysklands första hofteater med en fast ensemble som fick fast lön. Mellan 1775 och 1778 leddes denna teatergrupp av Conrad Ekhof (även kallad "den tyska skådespelarkonstens fader"). Under honom hade teatern sin blomstringstid och bär fortfarande hans namn.
Det intakta men renoverade scenmaskineriet, en uppfinning av italienaren Giacomo Torelli från 1641, kan byta scenbild på några sekunder inför öppen ridå. Det går även att höja och sänka delar av scengolvet, så att rekvisita eller skådespelare kan “trollas fram” och lika snabbt försvinna igen. För en kulissändring behövs mellan nio och tolv scenarbetare. Det fanns även en “flygmaskin” som lät personer sväva över scenen. Flygmaskinen är dock inte kvar längre. För det effektfulla ljudet fanns åsk- och vindmaskiner. Liknade scenmaskinerier finns i Sverige på Drottningholms slottsteater (i original) och på Ulriksdals slottsteater (som rekonstruktion).

## Bilder

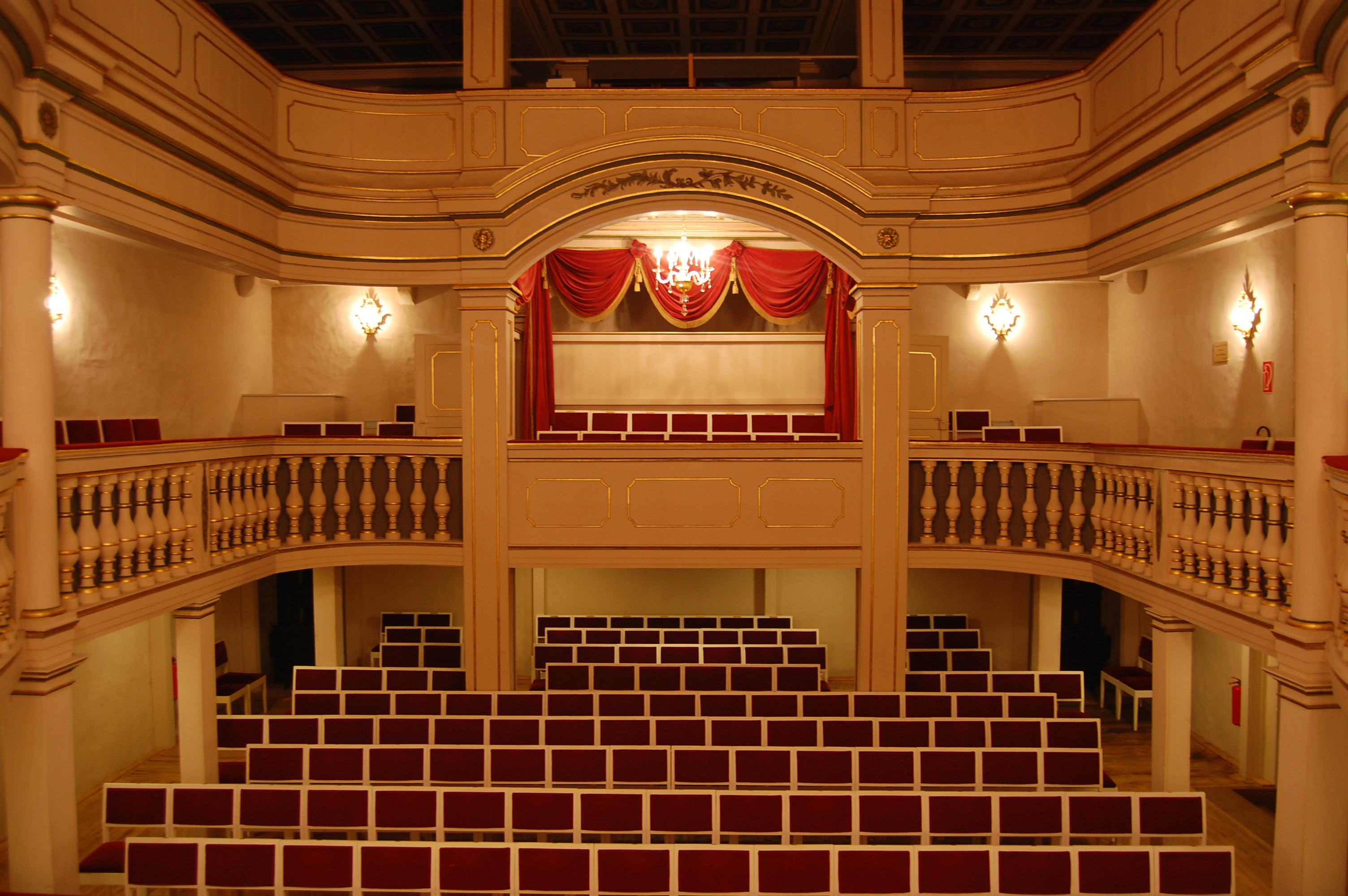
Salongen
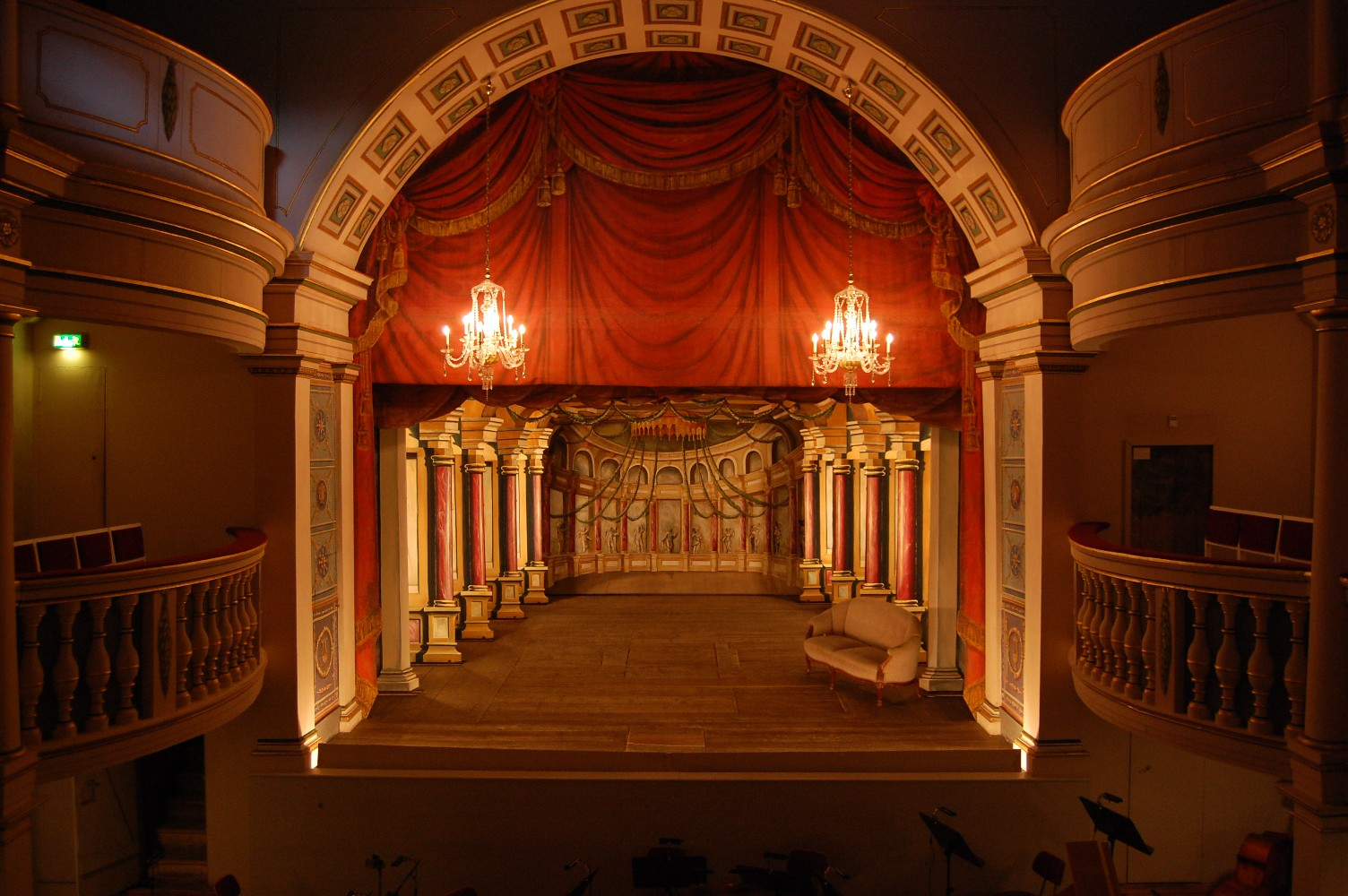
Scenen
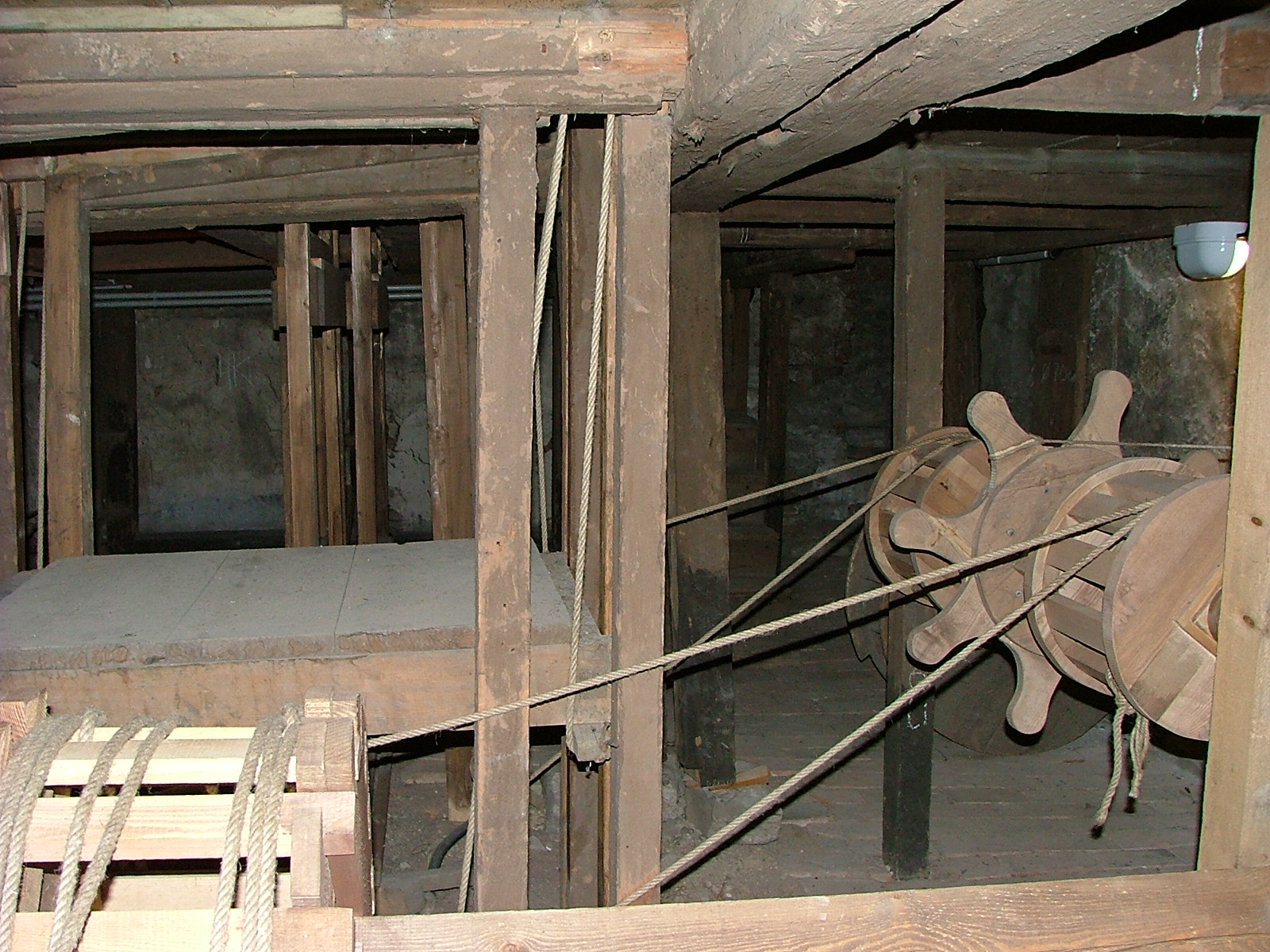
Scenmaskineriet
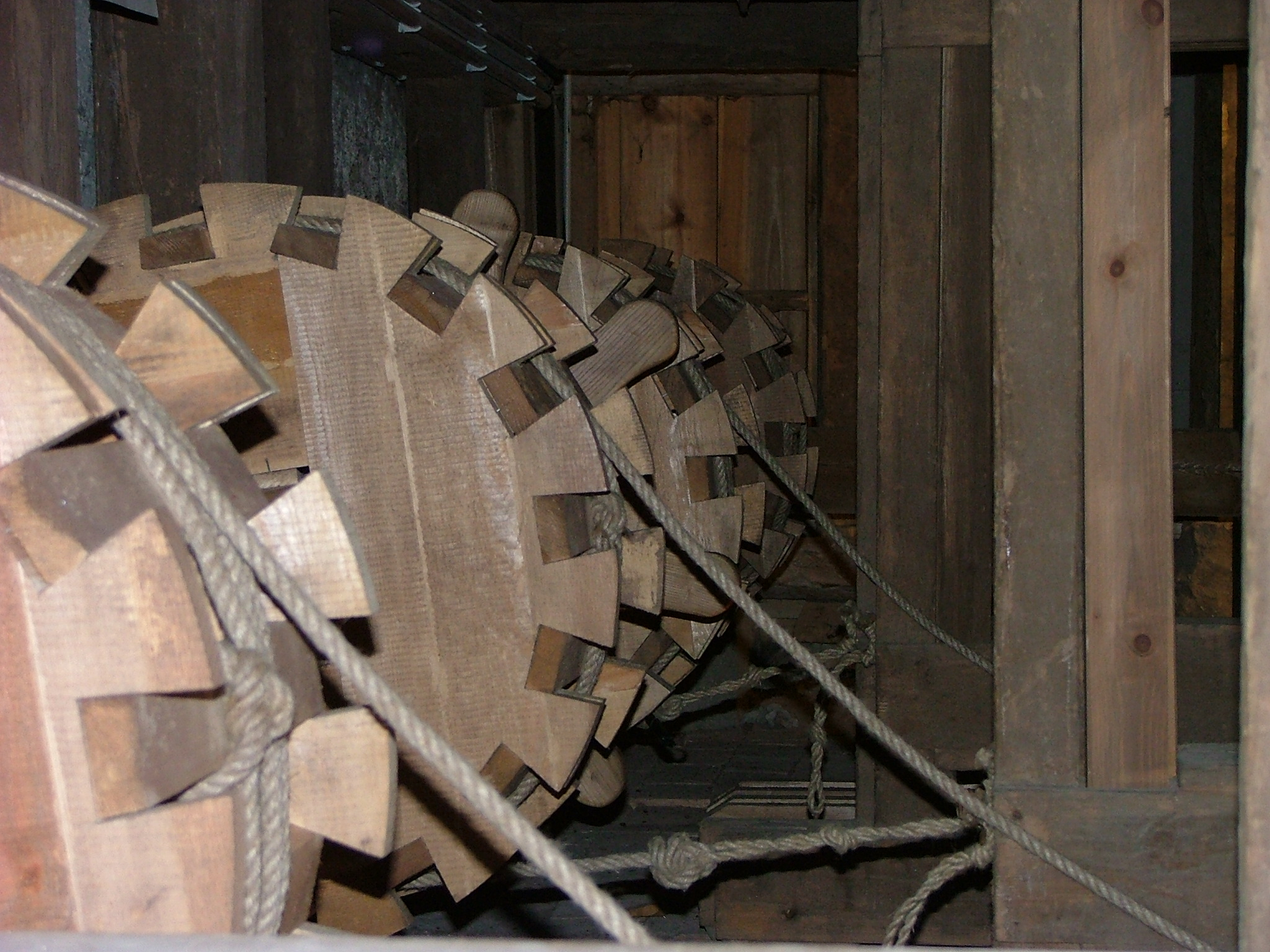
Scenmaskineriet